# Zieria
Zieria é um género botânico pertencente à família Rutaceae.